# Extended Versions
Extended Versions is een livealbum van de Britse progressieve-rockband Jethro Tull, opgenomen tussen 1999 en 2002. De cd werd uitgebracht in 2006. Het album is onderdeel van een gelijknamige reeks livealbums van 's werelds meest succesvolle bands die platenmaatschappij BMG uitbrengt.

## Nummers
1. Aqualung
2. Cross-Eyed Mary
3. Sweet Dream
4. Nothing Is Easy
5. Living in the Past
6. Life Is a Long Song
7. Locomotive Breath
8. Fat Man
9. Thick as a Brick
10. Dot Com

- Nummer 1, 2, 3, 5, 7 en 9 zijn 21 november 2001 opgenomen in Hammersmith Appolo te Londen.
- Nummer 4 is 22 oktober 1999 opgenomen in Olympia te Parijs.
- Nummer 6 is 22 januari 2002 opgenomen in Ian Andersons privéstudio.
- Nummer 8 en 10 zijn 19 oktober 1999 opgenomen in de Wisseloordstudio's te Hilversum.

## Bezetting
- Ian Anderson (zang, dwarsfluit, akoestische gitaar)
- Martin Barre (elektrische gitaar)
- Doane Perry (drums)
- Jonathan Noyce (basgitaar)
- Andrew Giddings (keyboards)